# Harrå
Harrå, by och tågmötesstation i Gällivare kommun i Lappland.
Harrå ligger i Gällivare sockens norra skogsbygd, längs malmbanan cirka 45 km nordväst om Gällivare och cirka 55 km söder om Kiruna. Vid Harrå station fanns en banvaktsstuga, som revs 1974.
Strax öster om järnvägen rinner det lilla vattendraget Håmojåkka och cirka 2 km längre österut reser sig berget Årjep Tjutekåbba (657 m ö.h.). Längre mot sydost ligger berget Tapmukåive (687 m ö.h.). Mellan dessa två berg sänker sig en dalgång genom vilken man når sjön Tapmukjaure i öster.
Sydväst om Harrå reser sig Kartekåbba (627 m ö.h.). Cirke tre kilometer väster om byn ligger sjön Tjärrokäsjjaure. Norr om sjön går en stig som leder från Harrå västerut in mot Sjaunja.
Harrå förbinds via en enskild väg med Håmojåkk och Gällivare i söder.
I oktober 2016 fanns det enligt Ratsit åtta personer över 16 år registrerade med Harrå som adress.